# Liste der Kreisstraßen in Darmstadt
Die Liste der Kreisstraßen in Darmstadt ist eine Auflistung der Kreisstraßen in der hessischen kreisfreien Stadt Darmstadt.

## Abkürzungen
- K: Kreisstraße
- L: Landesstraße

## Liste
Die Kreisstraßen behalten die ihnen zugewiesene Nummer innerhalb des Regierungsbezirks Darmstadt in der Regel auch bei einem Wechsel in einen benachbarten Landkreis. Nicht vorhandene bzw. nicht nachgewiesene Kreisstraßen werden in Kursivdruck gekennzeichnet, ebenso Straßen und Straßenabschnitte, die unabhängig vom Grund (Herabstufung zu einer Gemeindestraße oder Höherstufung) keine Kreisstraßen mehr sind. 
Der Straßenverlauf wird in der Regel von Nord nach Süd und von West nach Ost angegeben.
| Nr.   | Verlauf |
| ----- | --- |
| K 141 | /L 3097 – Heinrichstraße – – Hanauer Straße – Aschaffenburger Straße – /L 3104 |
| K 165 | (K 165 im Landkreis Darmstadt-Dieburg) – Stadtgrenze – Trinkbornstraße – K 167 – K 166 – Brückengasse – Falltorstraße – Bahnhofstraße – K 166 – Hindemithstraße – Schönbergstraße – Messeler-Park-Straße – |
| K 166 | K 165 – Trinkbornstraße – Bahnhofstraße – K 165 – Hindemithstraße – |
| K 167 | (K 167 im Landkreis Darmstadt-Dieburg) – Stadtgrenze – Wolfsgartenstraße – Stadtgrenze zeitweise am östlichen Straßenrand – K 165                                                                          |
| K 177 | – Frankfurter Landstraße – Messeler Straße – Jägertorstraße – K 178 – Parkstraße – L 3097 |
| K 178 | K 177 – Jägertorstraße – L 3097 |

## Nummerierung der Kreisstraßen im Regierungsbezirk Darmstadt
Die Kreisstraßen im Regierungsbezirk Darmstadt wurden ursprünglich nach einem bestimmten Nummernplan durchnummeriert. Hierbei wählte man für den Kreis Bergstraße die niedrigsten und für den Main-Kinzig-Kreis die höchsten Kreisstraßennummern.
Die Nummerierung erfolgte in der Regel in folgender Reihenfolge:
Kreis Bergstraße, Odenwaldkreis, Landkreis Darmstadt-Dieburg, Kreis Groß-Gerau, kreisfreie Stadt Darmstadt, Landkreis Offenbach, kreisfreie Stadt Offenbach am Main, Wetteraukreis, Rheingau-Taunus-Kreis, Hochtaunuskreis, kreisfreie Stadt Wiesbaden, Main-Taunus-Kreis, kreisfreie Stadt Frankfurt am Main und schließlich Main-Kinzig-Kreis.
Auch die Nummerierungen der Kreisstraßen im Lahn-Dill-Kreis und im Landkreis Limburg-Weilburg, die seit dem 1. Januar 1981 zum Regierungsbezirk Gießen gehören, folgen großenteils noch diesem Nummernplan.